# Francisco Maschio
Francisco Maschio fue un entrenador de caballos purasangres, que fue conocido con el apodo de «Brujo de Olleros».
Nacido en Argentina el 4 de enero de 1891 Maschio comenzó su carrera trabajando en el Hipódromo de Maroñas en Montevideo, Uruguay, como entrenador de caballos.
Más tarde se fue a Buenos Aires, Argentina, invitado por el notable cantor de tangos Carlos Gardel. Sus instalaciones para caballos purasangre de carrera, (llamado Stud Yeruá) estaba ubicado en la calle Olleros 1600, en el barrio Palermo, en Buenos Aires, Argentina, actualmente un local cerca de la estación de Subte. Fue el entrenador de los caballos de Carlos Gardel, incluso del legendario Lunático. Ganó grandes premios y estadísticas de entrenadores en el Hipódromo de Palermo, Buenos Aires.